# Fu Hao
Fu Hao (tradicionalno kitajsko 婦好, poenostavljeno kitajsko 妇好, pinjin Fù Hǎo, dobesedno 'Gospa [s priimkom] Hao') s posmrtnim tempeljskim imenom Mu Šin (母辛) je bila ena od mnogih žena kralja Vu Dinga iz dinastije Šang, * ni znano, † okoli 1200 pr. n. št.
Gospa Fu Hao je bila tudi vojaški general in visoka svečenica. Zapisi o njenem življenju in vojaških dosežkih so verjetno preživel dinastijo Šang, potem pa so se sčasoma izgubili. 
Njeno nedotaknjeno grobnico v Jinšuju je odkril arheolog Dženg Dženšjang. V grobnici je našel več kot sedemsto predmetov iz žada in njeno zbirko več kot petsto predmetov iz kosti in orakeljskih kosti, ki kažejo na njeno vlogo visoke svečenice. Nekateri predmeti so bili že med njenim življenjem starine. V grobnici je bilo ob njej pokopanih šestnajst psov in šestnajst človeških žrtev. V jami so bili dokazi o leseni komori, dolgi 5 metrov, široki 3,5 metra in visoki 1,3 metra, v kateri je bila lakirana lesena krsta, ki je do odkritje grobnice popolnoma razpadla. Grobnica Fu Hao ponuja zelo dober vpogled v njeno življenje, njen odnos s kraljevo družino ter njeno vojaško vlogo in dosežke.

## Biografija
Znano je, da je kralj Vu Ding ohranjal zvestobo sosednjih plemen tako, da se je poročil z eno žensko iz vsakega od njih. Fu Hao, ki je veljala za eno od kraljevih 64 žena, se je povzpela po haremski lestvici in postala ena od treh soprog kralja Vu Dinga. Drugi dve sta bila Fu Džing (婦妌) in Fu Ši (婦嬕). Fu Džing je bila po položaju prva, Fu Hao pa druga kraljica in mati princa Dzu Džija (祖己).  
Svečenice so na Kitajskem obstajale samo v dinastiji Šang, zato so nekatere stvari nejasne. Ker imajo kitajske  pismenke, tudi Fu (婦), pogosto različne pomene, je mogoče, da je bila Fu Hao prvotno svečenica v imenu kraljeve žene in se je kasneje poročila s kraljem. To pomeni, da se beseda žena v nekaterih kontekstih dejansko nanaša na položaj svečenice. 
Fu Hao je posedovala svojo zemljo. Besedila na orakeljskih kosteh kažejo, da je kralju večkrat ponudila izjemno dragocene poklone. Čeprav je kralj Šanga osebno nadziral obredne zadeve, ki so predstavljale njegovo najpomembnejšo vsakodnevno politično dejavnost, napisi na kosteh kažejo, da je Vu Ding večkrat naročil Fu Hao, naj ona izvaja pomembne posebne obrede in žrtvuje prednikom. Najpomembnejši dejavnosti dinastije Šang so bile  ob obredih tudi bitke. V obeh je igrala izjemno vlogo gospa Hao. 

## Vojaška vloga
Fu Hao je sodobnim znanstvenikom znana predvsem iz napisov na orakeljskih kosteh in predmetih iz dinastije Šang, izkopanih v Jinšuju. Iz napisov in prisotnosti orožja v njeni grobnici je mogoče sklepati, da je bila Fu Hao generalica, zadolžena za več vojaških pohodov za dinastijo Šang.
V svoji vojaški vlogi je bila odgovorna za premagovanje in osvajanje ozemelj sosedov dinastije Šang. Tu Fangi so se več generacij vojskovali proti Šangom, dokler jih ni Fu Hao dokončno premagala v eni sami odločilni bitki. Sledili so pohodi proti sosednjim Jiju, Čjangu in Baju. Kraljica je bila s podrejenima generaloma Džijem in Hou Gaom v tistem času najmočnejši general Šanga. Ta zelo nenavaden status potrjujejo številna orožja, vključno z velikimi bojnimi sekirami, ki so jih odkrili v njeni grobnici.
Četudi so bili dosežki Fu Hao opazni in edinstveni, so bile v tistem času vojaško aktivne tudi druge ženske. Podobno vlogo je imela tudi kraljica Fu Džing, na kar kažejo številno orožje in vojaška oprema v njeni grobnici. Orakeljske kosti so razkrile zapise o najmanj šeststo ženskah, ki so bile v tistem obdobju vojaško aktivne.

## Grobnica
Zanimivo je, da je bila Fu Hao pokopana v grobnici na njenem zemljišču na drugem bregu reke nasproti  glavnega kraljevega pokopališča, čeprav so bile kraljeve družine običajno pokopane skupaj. Umrla je precej pred kraljem Vu Dingom, ki ji je zgradil grobnico v svoji prestolnici Jin. 
Grobnica gospe Hao je bila verjetno ravno zaradi svoje lokacije edina kraljeva grobnica dinastije Šang, ki je ostala neopažena in nedotaknjena. Grobnica daje edinstven vpogled v njeno življenje in pogrebne prakse tistega časa. Kralj je pozneje tam veliko žrtvoval v upanju, da bo prejel njeno duhovno pomoč pri premagovanju napadov dinastije Gong, ki je grozila, da bo popolnoma izbrisala Šang. To kaže na njegovo veliko naklonjenost gospe Hao. Po njeni smrti jo je dal duhovno poročiti s tremi največjimi kralji, ki so vladali pred njim. Grobnico so arheologi odkrili leta 1976 in je zdaj odprta za javnost. 
Grobnica je jama, dolga 5,6 in široka 4 metre. V njej je bila  5 metrov dolga, 3,5 metra široka in 1,3 m visoka lesena konstrukcija, napolnjena z bogatimi grobnimi pridatki, ki kažejo na izjemen položaj gospe Hao. 
Pokopana je bila z veliko raznolikega orožja, ki kaže na njen pomemben vojaški položaj, saj so s takšnimi predmeti pokopavali samo bojevnike in generale. V grobu je bilo tudi več sto predmetov iz brona, žada, kosti in kamna, kot so figurice, posode in ogledala. Med njimi so bili tudi redki in dragoceni predmeti iz celega kraljestva.   Ti predmeti spadajo med najbolje ohranjene iz tistega obdobja. Žrtvene bronaste posode in oklepi želv z napisi kažejo na njen položaj visoke svečenice in vedeževalke. V skladu z običaji dinastije Šang je bilo skupaj z njo pokopanih šestnajst človeških žrtev in šest psov. Njenih posmrtnih ostankov niso našli.

### Vsebina grobnice
V grobnici gospe Hao so našli:
- 755 predmetov iz žada
- 564 predmetov iz kosti, vključno s približno 500 lasnicami in več kot dvajset konicami puščic
- 468 bronastih predmetov, vključno s 130 orožji, 23 zvonovi, 27 noži, štirimi ogledali in štirimi tigri ali tigrovimi glavami
- 63 kamnitih predmetov
- 5 predmetov iz slonove kosti
- 11 lončenih posod
- 6.900 školjk kauri, ki so služile kot denar
- 16 človeških žrtev
- 6 psov

## Vir in dodatno branje
- Loewe, Michael; Shaughnessy, Edward L. (13. marec 1999). The Cambridge History of Ancient China: From the Origins of Civilization to 221 BC. London: Cambridge University Press. ISBN 978-0-521-47030-8.
- Allan, Sarah (2008). »Fu Hao«.  V Smith, Bonnie G. (ur.). The Oxford Encyclopedia Women in World History. Oxford: Oxford University Press. ISBN 978-0-19-514890-9.